# 莉萨·波斯特
莉萨·波斯特（荷蘭語：Lisa Post，1999年1月27日—），荷兰女子曲棍球运动员。她曾代表荷兰国家队参加2024年夏季奥林匹克运动会女子曲棍球比赛，获得一枚金牌。